# ANA&JP 익스프레스
ANA&JP 익스프레스(영어: ANA & JP Express Co, Ltd, 일본어: ANA&JPエクスプレス)는 일본 도쿄도 미나토구에 본사를 둔 화물 항공사로 2006년에 에어재팬에서 분리되어 설립해 2010년에 다시 에어재팬으로 합병된 회사로 당시 전일본공수 51.7%, 일본우편 사업 33.3%, 일본통운 10.0%, 상선 미쓰이 5.0%의 지분을 가지고 있었다.

## 역사
한때 전일본공수는 일본화물항공과 자본 관계가 업무 제휴하고 있었다. 2005년 8월 일본 해운이 인수함에 따라 관계는 해소되고 있었다. 따라서 전일본공수는 2005년 10월 새로운 항공화물 회사를 설립하는 것을 국제 우편 분야의 사업 확대를 노리고 있던 일본 우정 공사(현 일본 우정 주식회사)와 계약하고 2006년 2월 설립되었다. 2006년 8월 1일 에어재팬에서 항공 화물 사업이 이관되었다. 일본과 아시아 지역 외에 시카고에 항공 화물편을 운항하고 있었다. 또한, 2008년 시점의 출자 비율은 전일본공수가 51.7%, 일본 우정 그룹 계열사인 우편 사업이 33.3%, 일본통운이 10.0%, 미쓰이 상선이 5.0%으로 합작 회사로 구성되었다.
2009년 8월 8일 우편 사업이 전일본공수와 제휴를 해소하고 소유하는 주식을 전일본공수에 양도했다.
2009년 10월 전일본공수의 투자를 통해 오키나와의 나하 공항에 건설한 로지스텟쿠 기지를 가동시켜 이 공항을 일본과 동아시아 사이의 화물 항공편의 허브 앤 스포크 거점으로 하는 체제가 도모되었다. 그러나 사업 주체는 2008년 전일본공수를 비롯해 킨테츠 익스프레스, 일본 통운 상선 미츠이 물류 합작으로 설립된 주식 회사로 올 익스프레스(2009년 8월 합병)의 범주에 해당된다.
2010년 4월 1일에 에어재팬과 합병을 결의 하면서 7월 1일에 합병되었다. 또한 일본 우정 그룹의 JP 익스프레스도 같은 해 9월 30일 도쿄 지방법원에서 청산 개시 결정을 받아 파산했다.

## 운항 노선
2009년 10월 나하 공항이 허브 공항으로 결정된 이후 취항지가 정리되어 도쿄 나리타 국제공항, 오사카 간사이 국제공항, 인천국제공항에 취항했다. 또한 호놀룰루 국제공항, 수완나품 국제공항, 홍콩 첵랍콕 국제공항, 타이완 타오위안 국제공항, 중화인민공화국에 운항하고 있었다. 당시 전일본공수의 원조를 받으면서 샤먼 가오치 국제공항에 취항하고 있으며 일본의 목적지로 나하 공항과 도쿄 하네다 국제공항이 추가 되었다.
기본적으로 전일본공수로 운항하기 때문에 편명은 "NH8XXX"라고 되어 있지만 당시 인천국제공항 화물선의 일부가 "9N8XXX"로 운항 호출사인 "AYJEY CARGO"이 9N 항공편만 사용할 수 있었다.

## 보유 기종
- 2010년 8월 기준으로 ANA&JP 익스프레스는 당시 다음과 같은 기종을 보유했다.